# Morti l'8 maggio
| Questa pagina contiene informazioni ricavate automaticamente dalle voci biografiche con l'ausilio del template Bio e di un bot. L'aggiornamento è periodico e automatico e ricostruisce completamente la pagina. Se manca una persona in questa lista, sei pregato di non aggiungerla, ma accertati piuttosto che la sua voce biografica contenga il template Bio e che i dati anagrafici siano correttamente compilati. Se il template Bio manca, inseriscilo tu stesso o, in alternativa, metti l'avviso {{tmp\|Bio}} che ne segnala la mancanza. Se i dati riportati sono sbagliati, correggi direttamente la voce biografica; le modifiche saranno visibili in questa lista entro pochi giorni. Per chiarimenti vedi il progetto biografie. La lista contiene solo le 525 persone che sono citate nell'enciclopedia e per le quali è stato implementato correttamente il template Bio. Pagina aggiornata al 25 lug 2025. |

## IV secolo(1)
- 303 - Acacio di Bisanzio, militare romano

## VI secolo(2)
- 535 - Papa Giovanni II, papa e vescovo (n. 470)
- 554 - Desiderato di Verdun, religioso francese

## VII secolo(3)
- 615 - Papa Bonifacio IV, papa, vescovo e santo italiano
- 657 - Itta di Nivelles, badessa e santa franca (n. 592)
- 685 - Papa Benedetto II, papa, vescovo e santo (n. 635)

## IX secolo(1)
- 833 - Ibn Hisham, storico arabo

## X secolo(1)
- 997 - Tai Zong, imperatore cinese (n. 939)

## XI secolo(1)
- 1063 - Ramiro I d'Aragona, re

## XII secolo(3)
- 1123 - Luigi il Saltatore, nobile tedesco (n. 1042)
- 1157 - Ahmed Sanjar, sultano turco (n. 1086)
- 1192 - Ottocaro IV di Stiria, nobile austriaco (n. 1163)

## XIII secolo(4)
- 1220 - Richeza di Danimarca, nobile danese
- 1268 - Tommaso Arcidiacono, storico dalmata
- 1269 - Oberto II Pallavicino, condottiero italiano (n. 1197)
- 1292 - Amato Ronconi, religioso italiano (n. 1226)

## XIV secolo(1)
- 1319 - Haakon V di Norvegia, re (n. 1270)

## XV secolo(5)
- 1418 - Giovanni Vici da Stroncone, religioso italiano
- 1454 - Giovanni I di Monaco, monegasco (n. 1382)
- 1462 - Palla Strozzi, banchiere, politico e letterato italiano (n. 1372)
- 1473 - John Stafford, I conte di Wiltshire, nobile inglese (n. 1427)
- 1490 - Luigi Rabatà, presbitero italiano (n. 1443)

## XVI secolo(7)
- 1501 - Giovanni Battista Zeno, cardinale italiano
- 1513 - Bernardino de' Bustis, religioso e teologo italiano
- 1529 - Andrea Navagero, poeta, letterato e diplomatico italiano (n. 1483)
- 1530 - Costantino Arianiti, condottiero albanese
- 1551 - Barbara Radziwiłł, sovrana lituana (n. 1520)
- 1555 - Giovanni Battista del Tasso, architetto e scultore italiano
- 1566 - Alvise Corner, scrittore, letterato e mecenate italiano (n. 1484)

## XVII secolo(16)
- 1602 - Eugenio Camuzzi, vescovo cattolico svizzero
- 1611 - Marcantonio IV Colonna, nobile italiano (n. 1595)
- 1616 - Gilbert Talbot, VII conte di Shrewsbury, nobile inglese (n. 1552)
- 1626 - Baldassarre Capra, scienziato italiano (n. 1580)
- 1629 - Isabella Gesualdo, nobile italiana (n. 1611)
- 1636 - Itō Sukeyoshi, militare giapponese (n. 1589)
- 1662 - Peter Heylyn, storico e teologo inglese (n. 1599)
- 1667 - Andrea Giustiniani, I principe di Bassano, nobile italiano (n. 1605)
- 1668 - Maria Caterina di Sant'Agostino, religiosa francese (n. 1632)
- 1671 - Sébastien Bourdon, pittore francese (n. 1616)
- 1679 - Marie Bosse, criminale francese
- 1680 - Anna Maria di Brandeburgo-Bayreuth, nobildonna tedesca (n. 1609)
- 1684 - Henry Du Mont, musicista e compositore belga (n. 1610)
- 1688 - Alessandro Crescenzi, cardinale e arcivescovo cattolico italiano (n. 1607)
- 1688 - Pierre de Troyes, militare francese (n. 1645)
- 1693 - Jan Verkolje, pittore olandese (n. 1650)

## XVIII secolo(27)
- 1703 - Innocenzo Le Masson, presbitero, teologo e monaco cristiano francese (n. 1627)
- 1707 - Nicholas Kalliakis, filosofo, teologo e letterato greco (n. 1645)
- 1707 - Filippo Giulio Mancini, duca (n. 1641)
- 1710 - George Churchill, nobile, politico e ammiraglio inglese (n. 1654)
- 1712 - Gatien de Courtilz de Sandras, scrittore francese (n. 1644)
- 1714 - Groppelli, scultore italiano
- 1715 - Maria Mancini, nobile italiana (n. 1639)
- 1715 - Henning Bernhard Witter, teologo tedesco (n. 1683)
- 1721 - Marc-René de Voyer de Paulmy, politico francese (n. 1652)
- 1733 - Bernard Picart, incisore francese (n. 1673)
- 1737 - Jacopo Tartarotti, letterato e storico austriaco (n. 1708)
- 1740 - Maria Carolina Sobieska, nobile polacca (n. 1697)
- 1753 - Massimiliano d'Assia-Kassel, generale (n. 1689)
- 1756 - Domenico Corradi d'Austria, matematico italiano (n. 1677)
- 1756 - Pietro Pertichi, pittore italiano
- 1767 - Giovanni Augusto di Sassonia-Gotha-Altenburg, militare tedesco (n. 1704)
- 1770 - Carlo I d'Assia-Philippsthal, nobile (n. 1682)
- 1777 - Mathieu Bayeux, ingegnere francese (n. 1692)
- 1778 - Lorenz Christoph Mizler, medico, matematico e editore tedesco (n. 1711)
- 1782 - Sebastião José de Carvalho e Melo, nobile e politico portoghese (n. 1699)
- 1785 - Étienne François de Choiseul, generale, diplomatico e politico francese (n. 1719)
- 1785 - Pietro Longhi, pittore italiano (n. 1701)
- 1787 - Antonio Brianti, architetto italiano (n. 1739)
- 1788 - Giovanni Antonio Scopoli, naturalista e medico italiano (n. 1723)
- 1793 - Taddeo Kuntze, pittore polacco (n. 1727)
- 1794 - Antoine-Laurent de Lavoisier, chimico, biologo e filosofo francese (n. 1743)
- 1796 - Amédée Emmanuel François Laharpe, generale svizzero (n. 1754)

## XIX secolo(65)
- 1806 - Robert Morris, politico statunitense (n. 1734)
- 1809 - Augustin Pajou, scultore francese (n. 1730)
- 1810 - Carolina Felicita di Leiningen-Dagsburg, contessa tedesca (n. 1734)
- 1812 - Ottavio Trento, politico italiano (n. 1729)
- 1813 - Johann Prokop von Schaffgotsch, arcivescovo cattolico boemo (n. 1748)
- 1815 - Louis-Auguste Juvénal des Ursins d'Harville, nobile, militare e politico francese (n. 1749)
- 1819 - Kamehameha I delle Hawaii, sovrano (n. 1758)
- 1822 - John Stark, generale statunitense (n. 1728)
- 1823 - Viviano Orfini, cardinale italiano (n. 1751)
- 1825 - Santorre di Santa Rosa, politico, militare e patriota italiano (n. 1783)
- 1828 - Christian August Lorentzen, pittore danese (n. 1749)
- 1829 - Pietro Mazzucchelli, filologo e bibliografo italiano (n. 1762)
- 1830 - Pietro Pallotta, liutaio italiano (n. 1755)
- 1830 - Jean-Pierre Schmidtmeyer, avvocato e politico svizzero (n. 1768)
- 1836 - Auguste Étienne Marie Gourlez de Lamotte, generale francese (n. 1772)
- 1837 - Aleksandr Balašov, generale russo (n. 1770)
- 1839 - Nicola Intonti, politico italiano (n. 1775)
- 1839 - Jan Prosper Witkiewicz, orientalista, esploratore e diplomatico russo (n. 1808)
- 1842 - Jules Dumont d'Urville, ammiraglio e esploratore francese (n. 1790)
- 1845 - Josef Servas d'Outrepont, ginecologo tedesco (n. 1775)
- 1849 - Jean-Louis-Auguste Loiseleur Deslongchamps, medico e botanico francese (n. 1774)
- 1849 - Marco Aurelio Marliani, musicista, compositore e patriota italiano (n. 1805)
- 1850 - Antonio Niccolini, architetto e decoratore italiano (n. 1772)
- 1852 - Giuseppe Jappelli, ingegnere e architetto italiano (n. 1783)
- 1853 - Jan Roothaan, gesuita olandese
- 1854 - Isaac Crary, politico statunitense (n. 1804)
- 1857 - Georg Ludwig Kobelt, anatomista tedesco (n. 1804)
- 1859 - José de Madrazo, pittore spagnolo (n. 1781)
- 1860 - Horace Hayman Wilson, orientalista e numismatico inglese (n. 1786)
- 1863 - Paolo Emilio Demi, scultore italiano (n. 1798)
- 1863 - Juan Francisco Giró, politico uruguaiano (n. 1791)
- 1866 - Giorgio Jan, entomologo, zoologo e botanico italiano (n. 1791)
- 1869 - Alessandro d'Angennes, arcivescovo cattolico e politico italiano (n. 1781)
- 1870 - George Cholmondeley, II marchese di Cholmondeley, politico e nobile britannico (n. 1792)
- 1870 - Abel-François Villemain, scrittore e politico francese (n. 1790)
- 1873 - John Stuart Mill, filosofo e economista britannico (n. 1806)
- 1875 - Thomas Baines, artista e esploratore britannico (n. 1820)
- 1876 - Christian Lassen, orientalista norvegese (n. 1800)
- 1876 - Truganini, australiana (n. 1812)
- 1879 - John De Mansfield Absolon, pittore inglese (n. 1843)
- 1880 - Gustave Flaubert, scrittore francese (n. 1821)
- 1880 - Christian August Friedrich Peters, astronomo tedesco (n. 1806)
- 1881 - Melchiorre Lo Piccolo, vescovo cattolico italiano (n. 1816)
- 1883 - Simplicio Pappalettere, abate italiano (n. 1815)
- 1883 - Francesco Piccoli, politico italiano (n. 1835)
- 1884 - Mihail Sturdza, nobile rumeno (n. 1794)
- 1886 - Hans Paul Bernhard Gierke, anatomista tedesco (n. 1847)
- 1887 - Lorenzo Batlle, politico uruguaiano (n. 1810)
- 1887 - Thomas Stevenson, ingegnere britannico (n. 1818)
- 1887 - Johannes von Kuhn, presbitero e teologo tedesco (n. 1806)
- 1891 - Helena Blavatsky, teosofa e saggista russa (n. 1831)
- 1891 - Alexander Keyserling, geologo, paleontologo e botanico tedesco (n. 1815)
- 1892 - James Thomson, fisico, ingegnere e inventore britannico (n. 1822)
- 1893 - Adolfo I di Schaumburg-Lippe, principe (n. 1817)
- 1893 - Manuel González, politico e generale messicano (n. 1833)
- 1893 - Federico Seismit-Doda, patriota e politico italiano (n. 1825)
- 1894 - Gisèle d'Estoc, scrittrice, giornalista e pittrice francese (n. 1845)
- 1894 - Clara Fey, religiosa tedesca (n. 1815)
- 1896 - Nikolaj Pavlovič Grabbe, generale russo (n. 1832)
- 1896 - Vera Evstaf'evna Popova, chimica russa (n. 1867)
- 1898 - Hippolyte Pissard, politico francese (n. 1815)
- 1899 - Peter Esseiva, poeta e politico svizzero (n. 1823)
- 1899 - Manning Force, generale e avvocato statunitense (n. 1824)
- 1899 - Giacomo Naretti, artigiano e architetto italiano (n. 1831)
- 1900 - Emilia Toscanelli Peruzzi, patriota italiana (n. 1827)

## XX secolo(262)
- 1902 - Paul Merwart, illustratore e pittore polacco (n. 1855)
- 1903 - Mwanga II di Buganda, politico ugandese (n. 1868)
- 1903 - Paul Gauguin, pittore francese (n. 1848)
- 1904 - Eadweard Muybridge, fotografo britannico (n. 1830)
- 1905 - Washington Duke, imprenditore e filantropo statunitense (n. 1820)
- 1907 - Theodor von Jürgensen, medico tedesco (n. 1840)
- 1907 - Edmund G. Ross, politico e editore statunitense (n. 1826)
- 1909 - William Perry Fogg, avventuriero statunitense (n. 1826)
- 1909 - Friedrich August von Holstein, diplomatico e politico tedesco (n. 1837)
- 1910 - Vittoria Aganoor, poetessa italiana (n. 1855)
- 1910 - Guido Pompilj, politico italiano (n. 1854)
- 1910 - Gerolamo Rovetta, scrittore e drammaturgo italiano (n. 1851)
- 1913 - Louis Adolphus Duhring, dermatologo statunitense (n. 1845)
- 1913 - Ulrica Nisch, religiosa tedesca (n. 1882)
- 1914 - Giovanni Antonelli, anatomista italiano (n. 1838)
- 1916 - Arthur Legrand, politico e avvocato francese (n. 1833)
- 1916 - Æneas Mackintosh, esploratore e navigatore britannico (n. 1879)
- 1917 - John W. Baird, scacchista statunitense (n. 1852)
- 1918 - Russell Bassett, attore statunitense (n. 1845)
- 1918 - Simon Hollósy, pittore ungherese (n. 1857)
- 1918 - David Pinsent, filosofo britannico (n. 1891)
- 1919 - Vera Zasulič, rivoluzionaria russa (n. 1849)
- 1920 - Enrico Del Carlo, politico e giornalista italiano (n. 1843)
- 1920 - Handley Moule, vescovo anglicano, teologo e biblista britannico (n. 1841)
- 1921 - Giuseppe Greppi, nobile, ambasciatore e politico italiano (n. 1819)
- 1921 - Madeleine Sémer, mistica francese (n. 1874)
- 1922 - Carlo Curti, mandolinista e compositore italiano (n. 1859)
- 1922 - J. Frank Hickey, serial killer statunitense (n. 1865)
- 1922 - Vincenzo Terranova, mafioso italiano (n. 1886)
- 1924 - Albert Cim, romanziere e bibliografo francese (n. 1845)
- 1925 - John George Beresford, giocatore di polo irlandese (n. 1847)
- 1925 - Henry Manners, VIII duca di Rutland, politico britannico (n. 1852)
- 1925 - John Robert Roberts, calciatore e allenatore di calcio inglese (n. 1883)
- 1926 - William Auguste Coolidge, alpinista statunitense (n. 1850)
- 1927 - Miriam Teresa Demjanovich, religiosa statunitense (n. 1901)
- 1927 - Charles Nungesser, aviatore francese (n. 1892)
- 1928 - Aleksandr Dmitrievič Cjurupa, rivoluzionario e politico russo (n. 1870)
- 1928 - Clara Williams, attrice statunitense (n. 1888)
- 1930 - Julia Crawford Ivers, sceneggiatrice, regista e produttrice cinematografica statunitense (n. 1867)
- 1931 - Bertha Lewis, contralto e attrice inglese (n. 1887)
- 1931 - Hans-Otto Löwenstein, regista, sceneggiatore e attore austriaco (n. 1881)
- 1932 - Louis Archinard, generale francese (n. 1850)
- 1932 - Secondo Franchi, ingegnere e geologo italiano (n. 1859)
- 1932 - Petăr Gudev, politico bulgaro (n. 1862)
- 1932 - Ellen Semple, geografa statunitense (n. 1863)
- 1933 - Wray Bartlett Physioc, regista e sceneggiatore statunitense (n. 1890)
- 1933 - Bonaventura Cerretti, cardinale e arcivescovo cattolico italiano (n. 1872)
- 1933 - Karla Grosch, danzatrice tedesca (n. 1904)
- 1933 - Magnus Schjerfbeck, architetto finlandese (n. 1860)
- 1934 - Henry Jenner, linguista britannico (n. 1848)
- 1934 - Miloslav Schmidt, vigile del fuoco, attore e editore slovacco (n. 1881)
- 1934 - Cesare Tragella, filosofo e presbitero italiano (n. 1852)
- 1936 - Oswald Spengler, filosofo, storico e scrittore tedesco (n. 1880)
- 1936 - Park Trammell, politico statunitense (n. 1876)
- 1938 - Genja Jonas, fotografa tedesca (n. 1895)
- 1938 - Ivan Vesenjak, politico jugoslavo (n. 1880)
- 1939 - Kurt Löwenstein, politico e pedagogista tedesco (n. 1885)
- 1939 - Nikolaj Efimovič Varfolomeev, generale sovietico (n. 1890)
- 1940 - Emil Ehrensberger, chimico tedesco (n. 1858)
- 1940 - Dallas M. Fitzgerald, regista, sceneggiatore e produttore cinematografico statunitense (n. 1876)
- 1940 - Thomas Lynedoch Graham, politico e giudice sudafricano (n. 1860)
- 1940 - Cesare Pascarella, poeta e pittore italiano (n. 1858)
- 1940 - Aristide Viale, allenatore di calcio e calciatore italiano (n. 1897)
- 1941 - Armando Boetto, aviatore e ufficiale italiano (n. 1911)
- 1941 - Franco Cappa, aviatore e militare italiano (n. 1916)
- 1941 - Ernst-Felix Krüder, militare tedesco (n. 1897)
- 1941 - Mentore Maggini, astrofisico italiano (n. 1890)
- 1941 - Natalija Obrenović, sovrana serba (n. 1859)
- 1942 - Herbert George Dymott, militare britannico (n. 1906)
- 1943 - Mordechaj Anielewicz, antifascista polacco (n. 1919)
- 1943 - Mira Fuchrer, attivista polacca (n. 1920)
- 1943 - Helmut Haberda, militare e aviatore tedesco (n. 1922)
- 1944 - Giovanni Nardi, partigiano italiano (n. 1923)
- 1944 - Aldo Negri, partigiano italiano (n. 1914)
- 1944 - Guido Radi, partigiano italiano (n. 1925)
- 1944 - Ethel Smyth, compositrice, scrittrice e attivista britannica (n. 1858)
- 1945 - Ernst-Günther Baade, generale tedesco (n. 1897)
- 1945 - Georg Bachmayer, militare tedesco (n. 1913)
- 1945 - Julius Baruch, lottatore e sollevatore tedesco (n. 1892)
- 1945 - Francis Bruguière, fotografo e pittore statunitense (n. 1879)
- 1945 - Grigorij Ivanovič Davidenko, militare e aviatore sovietico (n. 1921)
- 1945 - Torquato Fraccon, partigiano e politico italiano (n. 1887)
- 1945 - Werner von Gilsa, generale e ginnasta tedesco (n. 1889)
- 1945 - Aleksej Ivanovič Gračëv, militare e aviatore sovietico (n. 1914)
- 1945 - Giovanni Kasman, compositore russo (n. 1886)
- 1945 - Emil Perška, calciatore jugoslavo (n. 1897)
- 1945 - Wilhelm Rediess, generale tedesco (n. 1900)
- 1945 - Bernhard Rust, politico tedesco (n. 1883)
- 1945 - Rudolf von Sebottendorff, ingegnere, agente segreto e esoterista tedesco (n. 1875)
- 1945 - Josef Terboven, politico tedesco (n. 1898)
- 1946 - Karl Etlinger, attore tedesco (n. 1879)
- 1947 - Attilio Ferraris, calciatore italiano (n. 1904)
- 1947 - Augusto Gallina, generale e aviatore italiano (n. 1873)
- 1947 - Cassius Jackson Keyser, matematico statunitense (n. 1862)
- 1947 - Harry Gordon Selfridge, imprenditore statunitense (n. 1858)
- 1948 - Kurt Herzog, generale tedesco (n. 1889)
- 1948 - U Saw, politico birmano (n. 1900)
- 1948 - Sam Torrans, calciatore nordirlandese (n. 1869)
- 1950 - Louis Allis, golfista statunitense (n. 1866)
- 1950 - Giovanni Favretto, rugbista a 15 italiano (n. 1922)
- 1950 - Torsten Sandelin, ginnasta finlandese (n. 1887)
- 1951 - Gilbert Ames Bliss, matematico statunitense (n. 1876)
- 1951 - Pat Hartigan, attore e regista statunitense (n. 1881)
- 1951 - Piero Puricelli, ingegnere e imprenditore italiano (n. 1883)
- 1952 - William Fox, produttore cinematografico ungherese (n. 1879)
- 1952 - Elizabeth Robbins, scrittrice, attrice e drammaturga statunitense (n. 1862)
- 1952 - Gioele Solari, filosofo e giurista italiano (n. 1872)
- 1953 - Richard Eichberg, regista, attore e produttore cinematografico tedesco (n. 1888)
- 1954 - Giovanni Guarlotti, pittore italiano (n. 1869)
- 1955 - Armando François, aviatore italiano (n. 1905)
- 1955 - Maud Wood Park, attivista statunitense (n. 1871)
- 1955 - George Patterson, allenatore di calcio inglese (n. 1887)
- 1956 - Aleksandr Akimovič Sanin, regista teatrale russo (n. 1869)
- 1957 - Fernando Canestrelli, calciatore italiano (n. 1898)
- 1957 - Sandra Milowanoff, attrice russa (n. 1892)
- 1957 - Jan Sluijters, pittore olandese (n. 1881)
- 1958 - Norman Bel Geddes, architetto, designer e scenografo statunitense (n. 1893)
- 1958 - Frank Foley, militare britannico (n. 1884)
- 1958 - William Myron MacDonald, aviatore canadese (n. 1890)
- 1959 - Renato Caccioppoli, matematico italiano (n. 1904)
- 1959 - John Fraser, calciatore canadese (n. 1881)
- 1959 - Erich Hoffmann, dermatologo tedesco (n. 1868)
- 1959 - Ibrahim di Johor, sovrano malese (n. 1873)
- 1960 - Hugo Alfvén, compositore, direttore d'orchestra e violinista svedese (n. 1872)
- 1960 - John Henry Constantine Whitehead, matematico britannico (n. 1904)
- 1961 - Karl Prusik, alpinista e musicista austriaco (n. 1896)
- 1962 - Mihovil Abramić, archeologo croato (n. 1884)
- 1962 - Donald Lambert, pianista statunitense (n. 1904)
- 1962 - Erna Lendvai-Dircksen, fotografa tedesca (n. 1883)
- 1962 - Freddie Miller, pugile statunitense (n. 1911)
- 1962 - Axel Otto Normann, giornalista e direttore teatrale norvegese (n. 1884)
- 1963 - Lucy Feagin, insegnante statunitense (n. 1876)
- 1963 - Ambrogio Levati, ginnasta italiano (n. 1894)
- 1964 - Kichisaburō Nomura, ammiraglio e politico giapponese (n. 1877)
- 1965 - Wally Hardinge, calciatore, allenatore di calcio e crickettista inglese (n. 1886)
- 1965 - Alberto Martini, storico dell'arte italiano (n. 1931)
- 1965 - Elliott O'Donnell, scrittore britannico (n. 1872)
- 1965 - Roberto Pagnani, collezionista d'arte italiano (n. 1914)
- 1965 - Pёtr Popov, allenatore di calcio e calciatore sovietico (n. 1898)
- 1966 - Norma Smallwood, modella statunitense (n. 1909)
- 1966 - Erich Pommer, produttore cinematografico tedesco (n. 1889)
- 1966 - Gösta Åkerlöf, chimico svedese (n. 1897)
- 1967 - Alcide Bezzati, calciatore italiano (n. 1907)
- 1967 - John King Davis, navigatore e esploratore britannico (n. 1884)
- 1967 - Barbara Payton, attrice e modella statunitense (n. 1927)
- 1967 - Elmer Rice, regista, scrittore e drammaturgo statunitense (n. 1892)
- 1968 - Bruno Landi, tenore italiano (n. 1900)
- 1969 - Almina, contessa di Carnarvon, nobildonna inglese (n. 1876)
- 1971 - Fred Sheffield, canottiere statunitense (n. 1902)
- 1972 - Alberto Carocci, scrittore e giornalista italiano (n. 1904)
- 1972 - Bogusław Miedziński, militare, politico e giornalista polacco (n. 1891)
- 1972 - Giuseppe Vilardi, imprenditore, dirigente sportivo e politico italiano (n. 1899)
- 1973 - Andy Cunningham, calciatore e allenatore di calcio scozzese (n. 1891)
- 1973 - Alexander Vandegrift, generale statunitense (n. 1887)
- 1974 - Franco Fanuzzi, imprenditore italiano (n. 1922)
- 1974 - Toshio Irie, nuotatore giapponese (n. 1911)
- 1975 - Avery Brundage, dirigente sportivo, discobolo e multiplista statunitense (n. 1887)
- 1975 - Bram Fischer, avvocato sudafricano (n. 1908)
- 1975 - Carlos Izaguirre, calciatore argentino (n. 1895)
- 1975 - Abe Levitow, animatore e regista statunitense (n. 1922)
- 1975 - Salvatore Perrucci, calciatore italiano (n. 1913)
- 1975 - Pitigrilli, scrittore, giornalista e aforista italiano (n. 1893)
- 1976 - Giuseppe Alpino, politico italiano (n. 1909)
- 1976 - Valentino Bucchi, compositore italiano (n. 1916)
- 1976 - August Heim, schermidore tedesco (n. 1904)
- 1977 - Olof Vilhelm Arrhenius, biochimico e naturalista svedese (n. 1895)
- 1977 - Camille Bryen, pittore e poeta francese (n. 1907)
- 1978 - Juan Evaristo, calciatore argentino (n. 1902)
- 1978 - Mario Ferri, politico italiano (n. 1927)
- 1978 - Chuck Hyatt, cestista statunitense (n. 1908)
- 1978 - Alfredo Mezio, giornalista, critico letterario e critico d'arte italiano (n. 1908)
- 1978 - Raymond Rubicam, pubblicitario statunitense (n. 1892)
- 1979 - Mohammad Reza Ameli Tehrani, politico e medico iraniano (n. 1927)
- 1979 - Julia Codesido, pittrice e insegnante peruviana (n. 1883)
- 1979 - Gholamreza Kianpour, politico iraniano (n. 1928)
- 1979 - Georges Lampin, regista, sceneggiatore e attore francese (n. 1901)
- 1979 - Talcott Parsons, sociologo statunitense (n. 1902)
- 1979 - Javad Saeed, politico iraniano (n. 1923)
- 1979 - Victor Saville, regista, sceneggiatore e produttore cinematografico britannico (n. 1895)
- 1980 - Ricardo Rodríguez Álvarez, calciatore spagnolo (n. 1918)
- 1980 - Luigi Fenaroli, agronomo italiano (n. 1899)
- 1980 - John Head, allenatore di pallacanestro statunitense (n. 1915)
- 1980 - Chieko Higashiyama, attrice giapponese (n. 1890)
- 1980 - Farrokhroo Parsa, politica, attivista e medico iraniana (n. 1922)
- 1980 - Perdigão Queiroga, regista, produttore cinematografico e montatore portoghese (n. 1916)
- 1981 - Nikolaj Kutuzov, attore sovietico (n. 1897)
- 1981 - Domenico Napoletano, politico italiano (n. 1912)
- 1981 - Andrej Aleksandrovič Romanov, nobile russo (n. 1897)
- 1982 - Neil Bogart, imprenditore statunitense (n. 1943)
- 1982 - Fabrizio Onofri, scrittore, sceneggiatore e politico italiano (n. 1917)
- 1982 - Anita Pittoni, scrittrice, editrice e pittrice italiana (n. 1901)
- 1982 - Gilles Villeneuve, pilota automobilistico canadese (n. 1950)
- 1983 - Aldo Cucchi, partigiano e politico italiano (n. 1911)
- 1983 - John Fante, scrittore e sceneggiatore statunitense (n. 1909)
- 1983 - Eugenio Guarisco, calciatore italiano (n. 1909)
- 1983 - Fay Spain, attrice statunitense (n. 1932)
- 1984 - Gino Bianco, pilota automobilistico brasiliano (n. 1916)
- 1984 - Armando Del Debbio, calciatore e allenatore di calcio brasiliano (n. 1904)
- 1984 - William Ling, arbitro di calcio inglese (n. 1908)
- 1984 - Cesare Sabelli, aviatore italiano (n. 1896)
- 1985 - Anselmo Berrondo, giocatore di biliardo uruguaiano (n. 1920)
- 1985 - Cornelia Channing, fisiologa e docente statunitense (n. 1938)
- 1985 - Angelo Destri, pittore italiano (n. 1922)
- 1985 - Bill O'Brien, cestista statunitense (n. 1917)
- 1985 - Gilbert Roylance, calciatore inglese (n. 1909)
- 1985 - Theodore Sturgeon, autore di fantascienza statunitense (n. 1918)
- 1985 - Giovanni Zucchi, calciatore italiano (n. 1904)
- 1986 - Raffaele Nasi, fondista italiano (n. 1909)
- 1986 - Emanuel Shinwell, politico britannico (n. 1884)
- 1987 - Santi Emanuele Barberini, letterato italiano (n. 1914)
- 1988 - Elso Cruciani, arbitro di calcio italiano (n. 1930)
- 1988 - Robert A. Heinlein, scrittore di fantascienza statunitense (n. 1907)
- 1988 - Antonio Pagano, calciatore italiano (n. 1902)
- 1988 - Abdel Moneim Wahby, cestista, arbitro di pallacanestro e dirigente sportivo egiziano (n. 1911)
- 1989 - Mario Felice Boano, carrozziere e designer italiano (n. 1903)
- 1989 - Stefano Bricarelli, fotografo, giornalista e editore italiano (n. 1889)
- 1989 - Walter Günther, calciatore tedesco (n. 1915)
- 1989 - Andreas Hillgruber, storico tedesco (n. 1925)
- 1989 - Antonino Paternò Castello di San Giuliano, politico italiano (n. 1904)
- 1989 - Rudolf Uhlenhaut, ingegnere e progettista tedesco (n. 1906)
- 1990 - Luigi Nono, compositore e scrittore italiano (n. 1924)
- 1990 - Tomás Ó Fiaich, cardinale e arcivescovo cattolico irlandese (n. 1923)
- 1990 - Edsard Schlingemann, nuotatore olandese (n. 1966)
- 1991 - Joseph Kramm, drammaturgo statunitense (n. 1907)
- 1991 - Jean Langlais, organista e compositore francese (n. 1907)
- 1991 - Rudolf Serkin, pianista austriaco (n. 1903)
- 1992 - Albert Aqarunov, militare azero (n. 1969)
- 1992 - Addeke Hendrik Boerma, economista olandese (n. 1912)
- 1992 - Sergej Vladimirovič Obrazcov, burattinaio russo (n. 1901)
- 1992 - Arnoldo Onisto, vescovo cattolico italiano (n. 1912)
- 1993 - Umberto Colonna, pittore italiano (n. 1913)
- 1993 - Enrique Larrinaga, calciatore spagnolo (n. 1910)
- 1993 - Alwin Nikolais, coreografo, direttore d'orchestra e compositore statunitense (n. 1910)
- 1994 - Jim Finks, giocatore di football americano, allenatore di football americano e dirigente sportivo statunitense (n. 1927)
- 1994 - Steven Keats, attore statunitense (n. 1945)
- 1994 - George Peppard, attore, regista e produttore cinematografico statunitense (n. 1928)
- 1995 - Giacomo Bisiach, liutaio italiano (n. 1900)
- 1995 - Knut Gadd, pallanuotista svedese (n. 1916)
- 1995 - Bill Spivey, cestista statunitense (n. 1929)
- 1995 - Teresa Teng, cantante e attrice taiwanese (n. 1953)
- 1996 - Luis Miguel Dominguín, torero spagnolo (n. 1926)
- 1996 - Robert Geib, calciatore lussemburghese (n. 1911)
- 1996 - Luigi Giuseppe Jacchia, astronomo italiano (n. 1910)
- 1996 - Mr. Sebastian, piercer e imprenditore britannico (n. 1933)
- 1996 - José Lázaro Robles, calciatore brasiliano (n. 1924)
- 1996 - Karl Ullrich, generale tedesco (n. 1910)
- 1997 - Pat Hughes, tennista britannico (n. 1902)
- 1997 - Robert H. Krieble, chimico e imprenditore statunitense (n. 1916)
- 1997 - Bernhard Nooni, calciatore e cestista estone (n. 1909)
- 1997 - Giuseppina Allegri Tassoni, storica dell'arte e saggista italiana (n. 1900)
- 1997 - Kai-Uwe von Hassel, politico tedesco (n. 1913)
- 1998 - Jacques Dumesnil, attore francese (n. 1903)
- 1998 - Johannes Kotkas, lottatore estone (n. 1915)
- 1999 - Ed Gilbert, doppiatore e attore statunitense (n. 1931)
- 1999 - Johnny Kotz, cestista statunitense (n. 1919)
- 1999 - Alan Paterson, altista britannico (n. 1928)
- 1999 - Harry Saager, ciclista su strada e pistard tedesco (n. 1911)
- 1999 - Dana Plato, attrice statunitense (n. 1964)
- 1999 - Dirk Bogarde, attore, cantante e scrittore britannico (n. 1921)
- 2000 - X Brands, attore e stuntman statunitense (n. 1927)
- 2000 - Hubert Maga, politico beninese (n. 1916)
- 2000 - John Nucatola, arbitro di pallacanestro statunitense (n. 1907)

## XXI secolo(125)
- 2001 - Horst Grund, fotografo tedesco (n. 1915)
- 2001 - Piero Natoli, attore, regista e sceneggiatore italiano (n. 1947)
- 2001 - Luis Rijo, calciatore uruguaiano (n. 1927)
- 2002 - Carlo Bottari, politico italiano (n. 1922)
- 2002 - Alexander Bottini, calciatore venezuelano (n. 1969)
- 2002 - Giovanni Carrus, politico italiano (n. 1937)
- 2002 - Tilly Lauenstein, attrice e doppiatrice tedesca (n. 1916)
- 2002 - Juan Miguel Lope Blanch, linguista e filologo spagnolo (n. 1927)
- 2003 - Carlo Aliprandi, vescovo cattolico italiano (n. 1924)
- 2003 - Bob Osborne, cestista e allenatore di pallacanestro canadese (n. 1913)
- 2004 - Ronnie Robinson, cestista statunitense (n. 1951)
- 2005 - Wolfgang Blochwitz, calciatore tedesco orientale (n. 1941)
- 2005 - Ray Hamann, cestista statunitense (n. 1911)
- 2005 - Alfredo Mancinelli, allenatore di calcio italiano (n. 1924)
- 2005 - Ennio Pompei, politico italiano (n. 1924)
- 2005 - Gianpietro Zappa, calciatore svizzero (n. 1956)
- 2006 - Patrick Ntsoelengoe, calciatore sudafricano (n. 1956)
- 2007 - Mark Burns, attore britannico (n. 1936)
- 2007 - Milena Di Giuseppantonio, cantante lirica italiana (n. 1935)
- 2007 - Velma Dunn, tuffatrice statunitense (n. 1918)
- 2007 - Abd Allah bin Faysal Al Sa'ud, principe, politico e imprenditore saudita (n. 1923)
- 2008 - Eddy Arnold, cantante statunitense (n. 1918)
- 2008 - Bruno Detassis, alpinista italiano (n. 1910)
- 2008 - Luigi Gatti, armonicista e cabarettista italiano (n. 1920)
- 2008 - Dorothy Green, attrice statunitense (n. 1920)
- 2008 - Luigi Malerba, scrittore e sceneggiatore italiano (n. 1927)
- 2008 - Aleksej Skvorcov, botanico e biologo russo (n. 1920)
- 2008 - François Sterchele, calciatore belga (n. 1982)
- 2008 - Jef Van der Linden, calciatore belga (n. 1927)
- 2008 - Al Bandari bint Abd al-Aziz Al Sa'ud, principessa saudita (n. 1928)
- 2009 - Gianni Baget Bozzo, presbitero, politico e scrittore italiano (n. 1925)
- 2009 - Fons Brijdenbach, velocista belga (n. 1954)
- 2009 - Hideyuki Fujisawa, goista giapponese (n. 1925)
- 2009 - Giulio Cesare Spagni, calciatore italiano (n. 1939)
- 2010 - Joaquín Capilla, tuffatore messicano (n. 1928)
- 2010 - Andor Lilienthal, scacchista sovietico (n. 1911)
- 2011 - Cornell Dupree, chitarrista statunitense (n. 1942)
- 2011 - Maurice Goldhaber, fisico austriaco (n. 1911)
- 2011 - Lionel Rose, pugile e cantante australiano (n. 1948)
- 2011 - Carlos Trillo, fumettista argentino (n. 1943)
- 2011 - Galina Urbanovič, ginnasta sovietica (n. 1917)
- 2012 - William Aquin Carew, arcivescovo cattolico canadese (n. 1922)
- 2012 - Maurizio Cevenini, politico italiano (n. 1954)
- 2012 - Francesco Fiorani, calciatore italiano (n. 1920)
- 2012 - Franco Giacchero, ciclista su strada italiano (n. 1925)
- 2012 - Nicholas Katzenbach, politico statunitense (n. 1922)
- 2012 - Dino Musner, dirigente sportivo italiano (n. 1930)
- 2012 - Maurice Sendak, scrittore e illustratore statunitense (n. 1928)
- 2012 - Stefano Tassinari, scrittore, drammaturgo e sceneggiatore italiano (n. 1955)
- 2012 - Roman Totenberg, violinista statunitense (n. 1911)
- 2012 - Robert De La Rouchefoucauld, partigiano francese (n. 1923)
- 2013 - Jeanne Cooper, attrice statunitense (n. 1928)
- 2013 - Marisa Diena, antifascista, insegnante e partigiana italiana (n. 1916)
- 2013 - Bryan Forbes, attore, sceneggiatore e regista britannico (n. 1926)
- 2013 - Brita Malmer, archeologa e numismatica svedese (n. 1925)
- 2013 - Géza Vermes, storico delle religioni ungherese (n. 1924)
- 2013 - Ernie Winchester, calciatore scozzese (n. 1944)
- 2014 - Marino Anesa, musicologo e etnografo italiano (n. 1948)
- 2014 - Giuseppe Brandolini, paroliere e compositore italiano (n. 1945)
- 2014 - Yago Lamela, lunghista spagnolo (n. 1977)
- 2014 - Jair Rodrigues, cantante e compositore brasiliano (n. 1939)
- 2014 - Luigi Tassinari, politico italiano (n. 1929)
- 2015 - Antonio De Gregorio, politico italiano (n. 1938)
- 2015 - Eugenio De Zordo, bobbista italiano (n. 1932)
- 2015 - Luís Carlos Félix, arbitro di calcio brasiliano (n. 1940)
- 2015 - Joseph Mwepu Ilunga, calciatore della Repubblica Democratica del Congo (n. 1949)
- 2015 - Antonio Mario Mazzarrino, politico italiano (n. 1925)
- 2015 - Keith Miller, cestista e allenatore di pallacanestro australiano (n. 1919)
- 2016 - Tom M. Apostol, matematico e saggista statunitense (n. 1923)
- 2016 - Philippe Beaussant, musicologo e scrittore francese (n. 1930)
- 2016 - Roberto Giollo, politico italiano (n. 1943)
- 2016 - Nick Lashaway, attore statunitense (n. 1988)
- 2016 - Elisa Mainardi, attrice italiana (n. 1930)
- 2016 - Dino Menichetti, presbitero e compositore italiano (n. 1918)
- 2016 - Olavi Ojanperä, canoista finlandese (n. 1921)
- 2016 - William Schallert, attore statunitense (n. 1922)
- 2017 - Maria Rosa Inzoli, medica italiana (n. 1927)
- 2017 - George Irvine, cestista, allenatore di pallacanestro e dirigente sportivo statunitense (n. 1948)
- 2017 - Curt Lowens, attore tedesco (n. 1925)
- 2018 - Nick Busick, wrestler statunitense (n. 1954)
- 2018 - Anne V. Coates, montatrice britannica (n. 1925)
- 2018 - George Deukmejian, politico statunitense (n. 1928)
- 2018 - Marta DuBois, attrice panamense (n. 1952)
- 2018 - Julio López Hernández, scultore spagnolo (n. 1930)
- 2018 - Ernest Medina, ufficiale statunitense (n. 1936)
- 2018 - Lara Saint Paul, cantante italiana (n. 1945)
- 2018 - James Scott, pugile statunitense (n. 1947)
- 2018 - Don Testerman, giocatore di football americano statunitense (n. 1952)
- 2019 - Bruno Cattaneo, attore, doppiatore e direttore del doppiaggio italiano (n. 1938)
- 2019 - Sprent Dabwido, politico nauruano (n. 1972)
- 2019 - Gene Reeves, storico delle religioni statunitense (n. 1933)
- 2020 - Tomás Carlovich, calciatore argentino (n. 1946)
- 2020 - Franco Cordero, giurista e scrittore italiano (n. 1928)
- 2020 - Andre Harrell, produttore discografico e rapper statunitense (n. 1960)
- 2020 - Thomas Lambdin, linguista statunitense (n. 1927)
- 2020 - Iepe Rubingh, artista e imprenditore olandese (n. 1974)
- 2021 - Georgi Dimitrov Georgiev, calciatore bulgaro (n. 1959)
- 2021 - Curtis Fuller, trombonista statunitense (n. 1934)
- 2021 - Ronald Inglehart, politologo e sociologo statunitense (n. 1934)
- 2021 - Helmut Jahn, architetto tedesco (n. 1940)
- 2021 - Theodōros Katsanevas, politico greco (n. 1947)
- 2021 - Cal Luther, allenatore di pallacanestro statunitense (n. 1927)
- 2021 - Catalina Meyer, cestista cilena (n. 1926)
- 2022 - Luciano Cresci, ingegnere e scrittore italiano (n. 1932)
- 2022 - Marija Gusakova, fondista sovietica (n. 1931)
- 2022 - Roberto Manganotto, calciatore italiano (n. 1943)
- 2022 - Fred Ward, attore statunitense (n. 1942)
- 2023 - Sergej Drejden, attore sovietico (n. 1941)
- 2023 - Joe Kapp, giocatore di football americano statunitense (n. 1938)
- 2023 - Angelo Raffaele Manca, politico italiano (n. 1943)
- 2023 - Benito Pavoni, politico italiano (n. 1936)
- 2023 - Rita Lee, cantante, musicista e attrice brasiliana (n. 1947)
- 2023 - Rodolfo Zich, ingegnere e dirigente d'azienda italiano (n. 1939)
- 2024 - Viv Busby, calciatore inglese (n. 1949)
- 2024 - Jimmy Johnson, giocatore di football americano statunitense (n. 1938)
- 2024 - Giovanna Marini, cantautrice italiana (n. 1937)
- 2025 - Héctor Aizpuru, cestista messicano (n. 1940)
- 2025 - Giuseppe Basini, politico e fisico italiano (n. 1947)
- 2025 - Yaqob Beyene, orientalista etiope (n. 1936)
- 2025 - Marco Causi, politico e economista italiano (n. 1956)
- 2025 - Joop van Daele, calciatore olandese (n. 1947)
- 2025 - Oliviero Garlini, calciatore, allenatore di calcio e dirigente sportivo italiano (n. 1957)
- 2025 - David Souter, giurista e magistrato statunitense (n. 1939)
- 2025 - Gianni Vasino, giornalista, scrittore e conduttore televisivo italiano (n. 1936)
- 2025 - Kikuo Wada, lottatore giapponese (n. 1951)

## Senza anno specificato(1)
- Elladio di Auxerre, vescovo francese